# Gare de Vouvant - Cezais
La gare de Vouvant - Cezais est une gare ferroviaire française, aujourd'hui fermée, de la ligne de Breuil-Barret à Velluire, située sur le territoire de la commune de Vouvant, dans le département de Vendée en région Pays de la Loire.

## Situation ferroviaire
Établie à 99 mètres d'altitude, la gare de Vouvant - Cezais est située au point kilométrique (PK) 16,000 de la ligne de Breuil-Barret à Velluire, entre les gares de Antigny - Saint-Maurice et de Bourneau - Mervent.
Gare de bifurcation, elle est aussi la gare origine (PK 0,000) de la ligne de Vouvant - Cezais à Saint-Christophe-du-Bois, la gare suivante est celle de Saint-Sulpice-en-Pareds.

## Histoire
La gare est mise en service 18 mai 1890 par l'Administration des chemins de fer de l'État.
La gare est fermée au cours du XXe siècle.